# Journée mondiale de l'audition

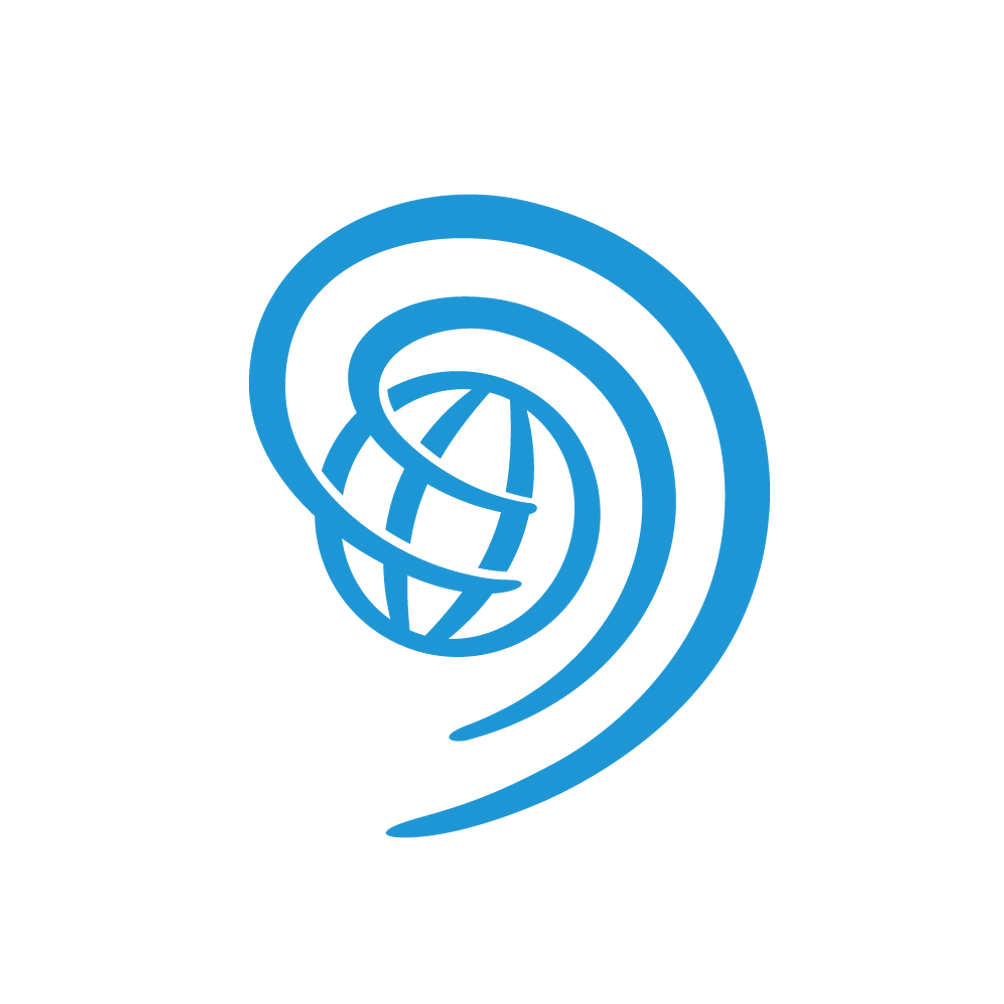
Logo de la journée mondiale de l'audition.

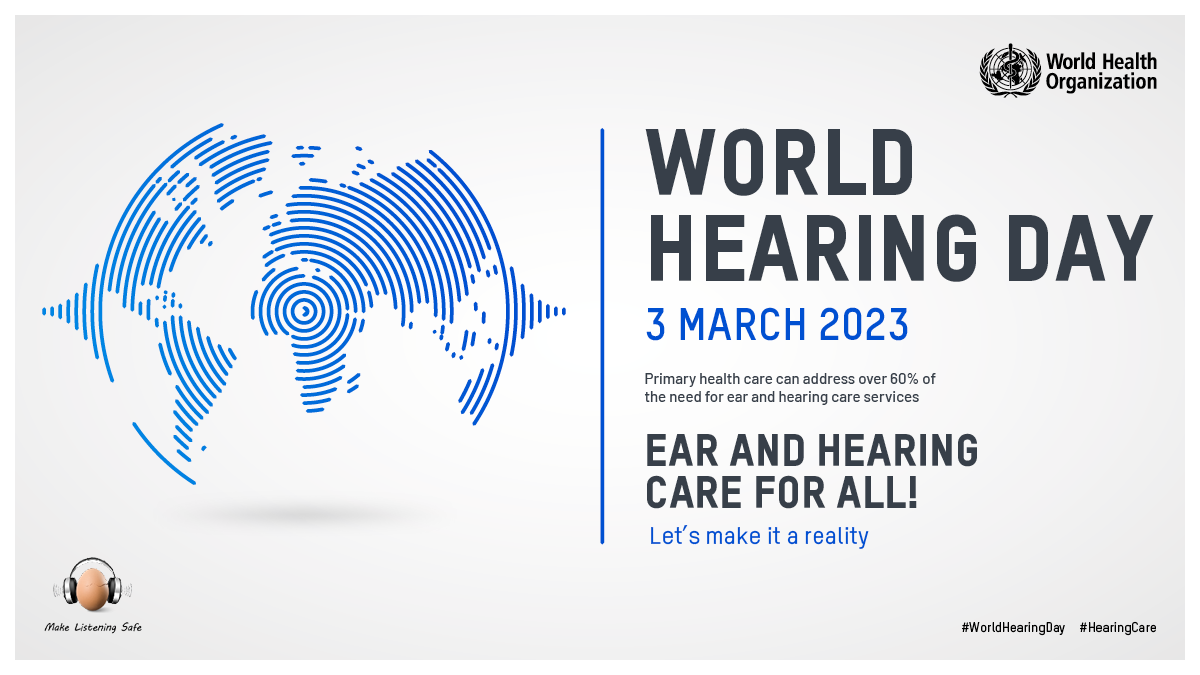
Bannière numérique de l'OMS.

La Journée mondiale de l'audition est une campagne tenue chaque année par le programme de la prévention de la cécité et de la surdité de l'Organisation mondiale de la santé (OMS). Les activités prennent place autour du globe et un événement est organisé à l'Organisation mondiale de la Santé le 3 mars. Les objectifs de la campagne sont de partager de l'information et de promouvoir des actions envers la prévention de la perte auditive et d'améliorer la santé auditive. Le premier événement a été tenu en 2007. Chaque année, l’OMS sélectionne un thème, développe du matériel éducatif et le rend accessible gratuitement dans plusieurs langues. Les événements sont aussi coordonnés et rapportés à travers le globe. Les individus et les communautés impliqués dans la santé auditive sont encouragés à organiser des activités pour sensibiliser à l’importance des oreilles et de la santé auditive, de même que d’encourager les gens à chercher des services.

## Histoire

### 2014
Le thème de la Journée internationale des soins de l’oreille 2014 (ancienne appellation de la Journée mondiale de l’audition) était « Les soins de l’oreille peuvent éviter la perte auditive », qui faisait la promotion des soins de l’oreille et de la réduction de la perte auditive.

### 2015
Le thème de la Journée mondiale de l’audition 2015 était « Rendre l’écoute sécuritaire », qui attirait l’attention sur le problème croissant de la perte auditive induite par le bruit dû à l’exposition récréative. L’OMS en collaboration avec l’Union internationale des télécommunications (UIT) ont publié une norme internationale pour une écoute sécuritaire des appareils audio personnels.

### 2016
Le thème de la Journée mondiale de l’audition 2016 était « Perte auditive chez l’enfant : agissez maintenant, voici comment! », qui mettait l’accent sur le fait qu’environ 60 % des pertes auditives chez les enfants peuvent être évitées grâce à des mesures de santé publique. L’OMS souhaitait donc faire connaître les différentes causes de perte auditive chez les enfants et les stratégies de prévention pouvant être mises en œuvre.

### 2017
Le thème de la Journée mondiale de l’audition 2017 était « Agir contre la perte auditive : faire un investissement judicieux », qui se concentrait sur l’impact économique de la perte auditive non prise en charge. L’OMS a réalisé un rapport contenant une analyse mondiale des coûts reliés à la perte auditive ainsi que faire connaître les interventions recommandées et rentables afin de réduire le coût.

### 2018
Le thème de la Journée mondiale de l’audition 2018 était « Entendre l’avenir » dans le but de souligner l’augmentation estimée du nombre de personnes malentendantes dans le monde au cours des prochaines années. L’OMS souhaitait mettre l’accent sur la prévention de la perte auditive, les facteurs de risque ainsi que les moyens pour y remédier.

### 2019
Le thème de la Journée mondiale de l’audition 2019 était « Vérifiez votre audition! » afin de souligner l’importance du dépistage et de l’intervention précoces de la perte auditive considérant le fait que la perte auditive ne serait pas toujours identifiée par ceux vivant avec celle-ci,. Seulement 20 % de ceux ayant un problème d’audition consulteraient pour obtenir de l’aide.
Pour célébrer la Journée mondiale de l’audition, l’OMS a lancé HearWHO, une application gratuite pour appareils mobiles qui permet aux utilisateurs de vérifier régulièrement leur audition et d’intervenir rapidement en cas de perte auditive. L’application est destinée aux personnes à risque de perte auditive ou qui présentent déjà certains des symptômes liés à la perte auditive. De plus, Wiki4WorldHearingDay2019 faisait partie des activités de la campagne de 2019, afin de faciliter l’amélioration du contenu relatif à l’audition sur Wikipédia en plusieurs langues. Les activités sont rapportées dans un tableau de bord Wikimedia et plusieurs publications y sont résumées.

### 2020
Le thème de la campagne de l'année 2020 était « Entendre pour toujours : ne laissez pas la perte auditive vous limiter ». La sélection de ce thème par l'Organisation mondiale de la Santé (OMS) reflète le message clé selon lequel des interventions opportunes et efficaces peuvent permettre aux personnes souffrant de perte auditive de réaliser leur plein potentiel. Cette campagne reconnaît que, à toutes les étapes de la vie, la communication et une bonne santé auditive sont des éléments fondamentaux pour nous connecter les uns aux autres, à nos communautés et au reste du monde. Elle met en évidence l'importance d'interventions appropriées et opportunes pour faciliter l'accès à l'éducation, à l'emploi et à la communication. Malheureusement, à travers le monde, l’accès aux soins destinés à pallier la perte auditive est insuffisant. C'est pourquoi l'OMS plaide en faveur de l'inclusion de ces soins dans les systèmes de santé publique afin que ces derniers donnent accès à des interventions précoces. L'une des publications résultant de cette campagne est le rapport de l'OMS sur les soins de base pour l’oreille et l'audition.

### 2021
Le thème de la campagne de 2021 était « Des soins auditifs pour TOUS! Dépister, réadapter, communiquer ». La publication du Rapport mondial sur l'audition (RMA) a eu lieu le 3 mars 2021, lors d'un événement organisé par l'Organisation mondiale de la Santé (OMS) à Genève, en Suisse. Ce rapport a mis en lumière la croissance alarmante du nombre de personnes vivant avec des troubles auditifs ou étant à risque de développer une déficience auditive. Il s'agissait d'un appel mondial à l'action pour faire face à la perte auditive et aux maladies de l'oreille pouvant survenir au cours de la vie. Le RMA a été élaboré pour fournir des directives aux États membres de l'OMS afin qu'ils intègrent les soins auriculaires et auditifs dans leur plan national de santé, en conformité avec la résolution de l’Assemblée mondiale de la Santé WHA70. adoptée en 2017. Le rapport comprend des données épidémiologiques et financières sur la déficience auditive et il y est décrit 7 solutions (HEARING) rentables et disponibles. Le rapport montre aussi la voie à suivre pour des interventions audio-logiques centrées sur la personne. La publication mondiale du rapport a été suivie par des publications régionales impliquant la participation des ministères de la Santé et d'autres participants de plusieurs États membres. La portée du rapport est mondiale, mais il se concentre particulièrement sur les pays à faible et moyen revenu, où la disponibilité des services et des ressources ne sont pas à la hauteur du nombre de personnes atteintes de perte.

### 2022
Le thème de la Journée mondiale de l’audition 2022 était « Pour entendre à vie, ménageons notre audition ! »
Les messages clés et les informations donnés se concentrent sur l’importance de prévenir la perte auditive due à des sons d’origine récréative, de même que les moyens pour y parvenir via l'écoute sans risque. Durant la Journée mondiale de l’audition 2022, ces ressources ont été lancées :
- la Norme mondiale de l'OMS pour une écoute sans risque dans les lieux et les manifestations de divertissement qui détaille des caractéristiques de l'écoute sans risque. Les caractéristiques peuvent être implémentées par des gouvernements, des propriétaires de salles ou d’événements ainsi que par des membres du personnel d’événement et des ingénieurs du son ;
- un guide mSafeListening sur comment créer un programme pour écouter sans risque mHealth ;
- pour les médias : un guide pour les journalistes qui contient les informations importantes sur l'écoute sans risque et comment en parler.

### 2023
Le thème pour l’année 2023 et les années qui vont suivre est « Soins de l’oreille et de l’audition pour tous! Faisons-en une réalité ». La Journée mondiale de l’audition va non seulement souligner l’importance d’intégrer les soins de l’oreille et de l’audition dans les soins de santé primaires comme une composante essentielle de la couverture de santé universelle, mais va aussi fournir des outils pour l’intégration et l’expansion de ces services.